# Севри
Севри́ (фр. Sévry) — коммуна во Франции, находится в регионе Центр. Департамент — Шер. Входит в состав кантона Сансерг. Округ коммуны — Бурж.
Код INSEE коммуны — 18251.

## География
Коммуна расположена приблизительно в 195 км к югу от Парижа, в 110 км юго-восточнее Орлеана, в 32 км к востоку от Буржа.
По территории коммуны протекает небольшая река Шомассон (фр. Chaumasson).

## Население
Население коммуны на 2008 год составляло 73 человека.
| 1962 | 1968 | 1975 | 1982 | 1990 | 1999 | 2008 |
| ---- | ---- | ---- | ---- | ---- | ---- | ---- |
| 57   | 78   | 58   | 69   | 57   | 73   | 73   |

## Экономика
В 2007 году среди 44 человек в трудоспособном возрасте (15-64 лет) 29 были экономически активными, 15 — неактивными (показатель активности — 65,9 %, в 1999 году было 64,4 %). Из 29 активных работали 28 человек (17 мужчин и 11 женщин), безработным был 1 мужчина. Среди 15 неактивных 1 человек был учеником или студентом, 6 — пенсионерами, 8 были неактивными по другим причинам.